# محاكاة في الزمن الحقيقي
المحاكاة في الزمن الحقيقي (بالإنجليزية Real-time simulation) تشير إلى النموذج الرياضي الحاسوبي للنظام الفيزيائي والذي يمكن تنفيذ محاكاة رياضية عليه بنفس معدل الوقت في الزمن الحقيقي. بمعنى أخر إن النموذج الرياضي يعمل بسرعة زمنية تعادل تماما عمل النظام الفيزيائي الحقيقي. على سبيل المثال إذا استغرق ملئ خزان مياه حقيقي عشر دقائق فإن ملئ الخزان في النموذج المحاكي سيستغرق كذلك عشر دقائق.
تستخدم محاكاة الزمن الحقيقي بشكل شائع في الألعاب الحاسوبية ولكن الاستخدام الأهم لها هو في الصناعة والأبحاث على الأنظمة الفيزيائئة والميكانيكية بغية توفير الجهد والمال وتجنب الأخطاء عند تصميم الأنظمة أو تصميم نظم التحكم الخاصة بها.
وفي الحياة العملية يوجد العديد من البرمجيات الحاسوبية التي توفر عملية محاكاة للأنظمة ومن هذه البرمجيات لاب فيو (LabVIEW) وسيمولينك ماتلاب (Simulink) و VisSim